# محمد عبد العظيم
محمد عبد العظيم هو ممثل مصري بدأ مشواره الفني في عام 2004 وقدم أكثر من 50 عمل فني.

## بدايته
بدأ محمد عبد العظيم مسيرته الفنية على المسرح في أوائل التسعينات، وأنضم بعد ذلك لفرقة الورشة المسرحية واستمر بها لمدة 10 سنوات وبدأ مشواره في عالم السينما في عام 2004 في فيلم كليفتي للمخرج محمد خان.

## أعماله

### أفلام
- 2004: كليفتي
- 2007: الشبح
- 2009: بالألوان الطبيعية
- 2011: فاصل ونعود
- 2011: أسماء
- 2012: مستر أند مسيز عويس
- 2014: نسر البرية
- 2014: لا مؤاخذة
- 2014: الفيل الأزرق
- 2016: علي معزة وإبراهيم
- 2016: اشتباك
- 2017: مولانا
- 2018: يوم الدين
- 2018: عيار ناري
- 2021: الشنطة

### مسلسلات
- 2009: راجل وست ستات الجزء الخامس
- 2010: راجل وست ستات الجزء السابع
- 2010: العار
- 2010: الجماعة
- 2012: الهروب
- 2012: الخواجة عبدالقادر
- 2012: البلطجي
- 2014: سجن النسا
- 2014: دهشة
- 2015: ساحرة الجنوب
- 2015: البيوت أسرار
- 2016: يونس ولد فضة
- 2016: ساحرة الجنوب الجزء الثاني
- 2017: ولاد تسعة
- 2017: واحة الغروب
- 2017: طاقة القدر
- 2017: إزي الصحة
- 2018: سك على إخواتك
- 2018: الشارع اللي ورانا
- 2018: أرض النفاق
- 2019: قابيل
- 2019: علامة استفهام
- 2019: زلزال
- 2019: بركة
- 2020: عمرو ودياب
- 2020: ب100 وش
- 2020: البرنس
- 2021: ملوك الجدعنة
- 2021: أنصاف مجانين الجزء الأول
- 2021: أنصاف مجانين الجزء الثاني
- 2021: اللي مالوش كبير
- 2022: توبة
- 2024:أشغال شقة
- 2025:أشغال شقة جدا
- 2025:نص الشعب اسمه محمد

### برامج
- 2009: حكومة شو
- 2014: خطوات الشيطان الجزء الثاني

## وصلات خارجية
- محمد عبد العظيم على موقع قاعدة بيانات الأفلام العربية